# Gustave Roussy

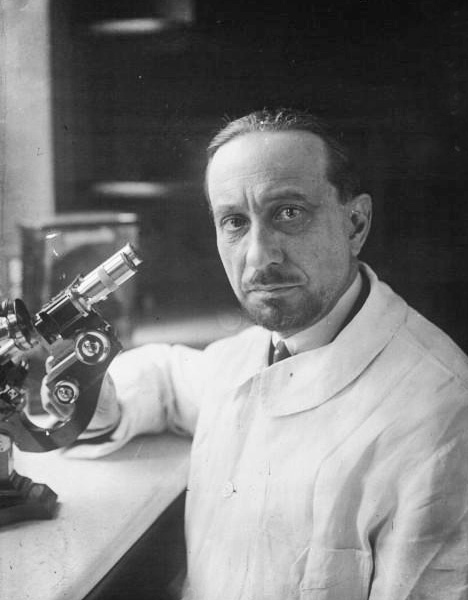
Gustave Roussy

Gustave Roussy (ur. 24 listopada 1874 w Vevey, zm. 30 września 1948 w Paryżu) – francuski lekarz neuropatolog pochodzenia szwajcarskiego.

## Życiorys
Zaczynał karierę jako interne des hôpitaux w Paryżu pod okiem neurologów Pierre'a Marie i Josepha Jules'a Dejerine'a. W 1907 obronił doktorat na paryskim uniwersytecie. W 1925 został mianowany profesorem anatomii patologicznej na Faculté de Médecine w Paryżu i w 1930 roku został szefem Institut du Cancer. W 1933 objął funkcję dziekana wydziału lekarskiego na Uniwersytecie w Paryżu.

## Dorobek naukowy
Roussy wniósł duży wkład w wielu dziedzinach neurologii, jego odkrycia dotyczyły głównie wzgórza oraz autonomicznego układu nerwowego. Podczas II wojny światowej wiele publikował na temat leczenia ran odniesionych w bitwach przez żołnierzy. Był autorem lub współautorem kilku prac na temat psychologicznych i neuropsychologicznych konsekwencji wojny. W 1946 opublikował 1000-stronicową monografię zatytułowaną Traité de Neuroendocronologie. Z Jeanem Camusem dokonał ważnych badań dotyczących uszkodzeń podwzgórza.
Roussy zawsze był zainteresowany badaniami nad leczeniem nowotworów. Obecnie istnieje zlokalizowany na przedmieściach Paryża Instytut Gustave-Roussy, który jest prywatną instytucją poświęconą onkologii.